# Juan Alberto Pérez Muñoz
Juan Alberto Pérez Muñoz (Dalcahue, 13 de marzo de 1948) es un ingeniero en Ejecución, empresario y político chileno, militante de Renovación Nacional (RN). Ejerció como alcalde de Dalcahue durante la dictadura de Augusto Pinochet, y posteriormente ha sido elegido alcalde de esa misma comuna en cuatro ocasiones. También fue diputado por el distrito N.° 58 y designado gobernador de Palena durante el primer gobierno de Sebastián Piñera.

## Biografía
Nació el 13 de marzo de 1948, en Dalcahue. Los estudios primarios los realizó en la Escuela Básica N.° 8 de su ciudad natal, mientras que los secundarios en el Liceo de Hombres de Puerto Montt y en el de Ancud.
Finalizada su etapa escolar, ingresó a la Universidad de Chile, titulándose de ingeniero en Ejecución.

## Trayectoria pública
Su actividad tanto pública como empresarial la ha efectuado en Dalcahue. Ocupó el cargo de reemplazante del secretario municipal. Luego, trabajó en la sección de inventarios de la Tesorería Fiscal, y entre 1976 y 1978 fue administrador del Frigorífico Dalcahue Ltda.
Entre 1980 y 1987, ejerció como alcalde de Dalcahue, designado por la dictadura de Augusto Pinochet. Tras abandonar el cargo asumió como gerente de la Pesquera Dalcahue Ltda.
Entre otras actividades, se desempeñó como presidente de la Asociación de Industriales de su localidad y como tesorero y secretario del Club de Rodeo. Además, fue director regional de Vialidad y secretario regional ministerial de Obras Públicas. También, fue nombrado secretario ejecutivo de la Comisión Regional de Ecología. Asimismo, desarrolló la labor docente como profesor en Medio Ambiente.
Como militante activo del partido de Renovación Nacional (RN), ocupó el puesto de presidente regional en Dalcahue hasta mayo de 1989. Entre otras funciones, llegó a ser consejero distrital y nacional, tesorero regional y presidente provincial.
Entre 1990 y 1994 fue diputado por la Región de Los Lagos, distrito N.° 58, correspondiente a las comunas de Castro, Ancud, Quemchi, Dalcahue, Curaco de Vélez, Quinchao, Puqueldón, Chonchi, Queilen, Quellón, Chaitén, Hualaihué, Futaleufú y Palena. Integró la Comisión de Economía, Fomento y Desarrollo.
En las elecciones de 1993 postuló por la reelección, sin embargo no fue elegido.
En las elecciones municipales de 1996, 2000 y 2004 fue elegido alcalde de la comuna de Dalcahue. 
El presidente Sebastián Piñera lo designó gobernador de la provincia de Palena en 2010. Pérez renunció a este cargo el año 2012 y fue reemplazado por Clara Lazcano. Presentó su candidatura a la alcaldía de Dalcahue por cuarta vez en las elecciones municipales de ese año y resulta elegido para el periodo 2012-2016.